# Pointe du Raz
Pointe du Raz of Beg ar Raz (Bretons) is een kaap aan de Finistère, regio Bretagne. Deze kaap is 72 meter hoog en steekt ver in zee. Het is mede met de Pointe Saint-Mathieu het op één na meest westelijke punt van Bretagne en Frankrijk. Het meest westelijke puntje van het Franse vasteland is de Pointe de Corsen dat iets noordelijker ligt.  
Ten noorden hiervan, ligt de Pointe du Van, met daartussen, de brede Baie des Trépassés. Vanuit Audierne en via Plogoff, is deze natuurkaap te bereiken. Bijzonder bij ruwe weersomstandigheden is de golfspeling, die tegen de klippen en de granietrotsen te pletter beuken, spectaculair. Dit kan men meemaken vanuit een uitkijkplaats. Maar bij kalmer weer slaan de golven nog hard tegen de rotsen, en kan men met behulp van een verrekijker, de duizenden zeevogels observeren, zonder veel last te hebben van de stormwind anderzijds. De plek kreeg het keurmerk Grand Site de France.
In de buurt van de Pointe du Raz, ligt de kleine haven Bestrée, van waaruit men in de zomer een boottocht van 60 km kan maken, met inbegrip naar het Île de Sein, in het Bretons Enez Sun, dat op een afstand van 13 km vóór de kaap ligt. 

## Kunstwerken
- Semafoor
- Mariabeeld (Notre-Dame-des-Naufragés)